# Charikar
Charikar (farsi: چاریکار, pronunciado Chârikâr) es la mayor ciudad del Valle de Kohdaman y la capital de la provincia de Parwān en el norte de Afganistán. La ciudad se encuentra en la ruta de Kabul a las provincias septentrionales a 69 km de Kabul. Los viajeros deben pasar por la ciudad cuando se dirigen a Mazari Sharif, Kunduz o Puli Khumri. La ciudad es la puerta de entrada al Valle de Panjshir, donde las Planicies de Shamali se encuentran con las estribaciones del Hindu Kush. La población de la ciudad está estimada entre los 30.000 y 130.000 habitantes aprox. siendo la mayoría de ellos de etnia Tayika. Charikar es conocida por su alfarería y sus uvas de excelente calidad.

## Historia
Durante el siglo XIX se convirtió en una floresciente ciudad comercial con varios miles de habitantes. Charikar fue escenario de una gran batalla durante la primera guerra anglo-afgana donde en 1841 una guarnición inglesa fue masacrada. La provincia fue conquistada por los pastunes durante la expansión del Imperio Durrani. Durante la Invasión Soviética, la zona circundante fue escenario de algunas de las más feroces batallas.